# جاك شيلدون
جاك شيلدون (بالإنجليزية: Jack Sheldon) هو عازف الجاز ومغني وممثل أمريكي، ولد في 30 نوفمبر 1931 بجاكسونفيل في الولايات المتحدة.

## وصلات خارجية
- جاك شيلدون على موقع IMDb (الإنجليزية)
- جاك شيلدون على موقع ميوزك برينز (الإنجليزية)
- جاك شيلدون على موقع أول ميوزيك (الإنجليزية)
- جاك شيلدون على موقع ديسكوغز (الإنجليزية)
- جاك شيلدون على موقع قاعدة بيانات الفيلم (الإنجليزية)